# جان آلیس
جان آلیس (انگلیسی: John Allis؛ زادهٔ ۳۱ مهٔ ۱۹۴۲) دوچرخه‌سوار اهل ایالات متحده آمریکا است. وی در بازی‌های المپیک تابستانی ۱۹۶۴، ۱۹۶۸ و ۱۹۷۲ شرکت کرده است.